# Amy Dru Stanley
Amy Dru Stanley – amerykańska historyk specjalizująca się w historii XIX wieku. 
W 1990 uzyskała stopień doktora na Uniwersytecie Yale. Wykładała na Uniwersytecie Chicagowskim.
Za książkę From Bondage to Contract: Wage Labor, Marriage and the Market in the Age of Slave Emancipation (1998) otrzymała w 1999 Frederick Jackson Turner Prize w kategorii „najlepszy debiut”. Publikowała artykuły na łamach „Journal of American History” i „Journal of the Early Republic”.